# Hortense Schneider
Hortense Schneider (Bordeaux, 30 aprile 1833 – Parigi, 6 maggio 1920) è stata un soprano francese.

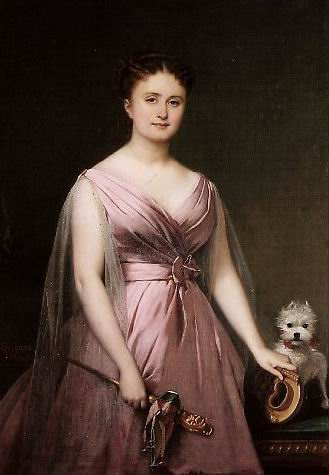
Hortense Schneider

Hortense Catherine Schneider è stata una delle più grandi soprano francesi e stella dell'Operetta del XIX secolo, particolarmente associata con le opere del compositore Jacques Offenbach.
Nata a Bordeaux, dove ha studiato con Schaffner, ha fatto il suo debutto ad Agen nel 1853, come Inés ne La favorita.
Al suo arrivo a Parigi è stata respinta dal direttore del Théâtre des Variétés, ma è stata notata da Jacques Offenbach che l'ha invitata al Théâtre des Bouffes-Parisiens, dove ha fatto il suo debutto nel 1855 nella prima assoluta dell'operetta Le Violoneux. Ha goduto di un immediato successo creando per Adolphe Adam nel 1856 Les Pantins de Violette diretta da Offenbach, per Offenbach nel 1856 Trombalcazar e La Rose de Saint-Flour, il ruolo di Boulotte in Barbe-bleue nel 1866 e la protagonista ne La bella Elena nel 1864, La Grande-Duchesse de Gérolstein nel 1867 e La Périchole nel 1868 e per Hervé (compositore) L'Œil crevé nel 1867, La Veuve du Malabar nel 1873 e La Belle Poule nel 1875, sempre con clamorosi trionfi. Inoltre è comparsa con grande successo a Londra e San Pietroburgo.
Cantante esperta ed attrice, è stata molto ammirata per il suo brio e la verve sul palco, risultando la stella del Secondo Impero francese favorendo visitatori reali a Parigi. La Schneider è reputata una delle amanti di re Edoardo VII del Regno Unito (a causa dei favori generosamente concessi ai membri della nobiltà, era conosciuta come Le Passage des Princes). Si ritirò nel 1878, dopo il matrimonio e morì a Parigi più di quaranta anni dopo, all'età di 87 anni.
La Schneider è stata il soggetto del film Il valzer di Parigi (La Valse de Paris), diretto da Marcel Achard nel 1950, interpretata da Yvonne Printemps.